# Zadar
Zadar (greacă: Idassa (Ίδασσα), latina antică: Iader sau Iadera; latina medievală: Diadora; dalmată: Jadra (pronunțată Zadra) sau Jadera (pronunțată Zadera) este un oraș în cantonul Zadar, Croația, având o populație de 75.062 de locuitori (2011).

## Demografie
Componența etnică a orașului Zadar
     Croați (94,15%)
     Sârbi (2,89%)
     Necunoscut (0,53%)
     Neclasificat (1,92%)
Componența confesională a orașului Zadar
     Catolici (88,56%)
     Fără religie și atei (3,91%)
     Ortodocși (2,79%)
     Necunoscută (2,34%)
     Alte religii (2,38%)
Conform recensământului croat din 2011, orașul Zadar avea 75.062 de locuitori. Din punct de vedere etnic, majoritatea locuitorilor (94,15%) erau croați, cu o minoritate de sârbi (2,89%). Apartenența etnică nu este cunoscută în cazul a 0,53% din locuitori. Din punct de vedere confesional, majoritatea locuitorilor (88,56%) erau catolici, existând și minorități de persoane fără religie și atei (3,91%) și ortodocși (2,79%). Pentru 2,34% din locuitori nu este cunoscută apartenența confesională.

## Monumente
- Biserica Sfântul Donat din Zadar